# エマージェンシー・ワード
『エマージェンシー・ワード』（原題：Emergency Ward!）は、アメリカ合衆国のジャズ・ボーカリスト、ニーナ・シモンが1972年に発表したアルバム。

## 解説
LPのA面全体を占める「マイ・スイート・ロード」（ジョージ・ハリスンのカヴァー）と「トゥデイ・イズ・ア・キラー」（デヴィッド・ネルソンの詩を元にした曲）は、1971年11月にニュージャージー州フォート・ディックスで行われた反戦コンサートでの録音である。オリジナルLPのクレジットでは、「フォート・ディックスを含む様々な場所でのコンサートのライヴ録音」と記されていたが、実際にはB面の2曲はスタジオ録音で、「イズント・イット・ア・ピティ」は1971年2月、「ポピーズ」は1972年2月にニューヨークのRCAスタジオで録音された。なお、CDボックス・セット『The Complete RCA Albums Collection』には、「マイ・スイート・ロード〜トゥデイ・イズ・ア・キラー」と同じくフォート・ディックスでライヴ録音された「レット・イット・ビー・ミー」がボーナス・トラックとして追加されている。
マーク・リチャードソンはオールミュージックにおいて5点満点中4点を付け、「マイ・スイート・ロード〜トゥデイ・イズ・ア・キラー」に関して「ハリスンの曲が汗ばむようなゴスペルに変化した」「このメドレーは18分経過してもパワーを失わず、シモンの最も素晴らしい瞬間の一つである」と評している。

## 収録曲
1. マイ・スイート・ロード〜トゥデイ・イズ・ア・キラー - "My Sweet Lord/Today Is a Killer" (George Harrison/David Nelson, Nina Simone) - 18:44
2. ポピーズ - "Poppies" (Lennie Bleecher, Jeremy Wind) - 4:13
3. イズント・イット・ア・ピティ - "Isn't It a Pity" (G. Harrison) - 11:08